# Tyler (Minnesota)
Tyler – miasto w Stanach Zjednoczonych, w stanie Minnesota, w hrabstwie Lincoln.